# Ephemeropsis tjibodensis
Ephemeropsis tjibodensis är en bladmossart som beskrevs av Karl Christian Traugott Friedemann Goebel 1892. Ephemeropsis tjibodensis ingår i släktet Ephemeropsis och familjen Hookeriaceae. Inga underarter finns listade i Catalogue of Life.